# فيتزويليام (نيوهامشير)
فيتزويليام (بالإنجليزية: Fitzwilliam, New Hampshire)‏ هي بلدة أمريكية تقع في الولايات المتحدة في Cheshire County. يقدر عدد سكانها بـ 2,396 نسمة ومساحتها 93.3 كم2 وترتفع عن سطح البحر 349 متر.

## أعلام
- هاري ديكستر وايت
- بيتر نولز